# Blok Narodowy (Bułgaria)
Blok Narodowy (bułg. Народен блок) – bułgarska koalicja polityczna utworzona w czerwcu 1931 między Partią Demokratyczną, Bułgarskim Ludowym Związkiem Chłopskim „Wrabcza 1”, Bułgarskim Ludowym Związkiem Chłopskim "Stara Zagora", Partią Narodowo-Liberalną i Partią Radykalną. Po zwycięstwie w tym samym roku w wyborach do Zwyczajnego Zgromadzenia Narodowego Blok Narodowy przez trzy następne lata sprawował rządy w Carstwie Bułgarii. W maju 1934 koalicja została odsunięta od władzy na drodze zamachu stanu i wkrótce potem przestała istnieć.

## Powstanie Bloku Narodowego
Po wojskowym zamachu stanu z 9 czerwca 1923 uformowała się partia nazwana Porozumieniem Demokratycznym, która następnie przez osiem kolejnych lat sprawowała rządy w Carstwie Bułgarii, przeprowadzając wiele ważnych reform ekonomicznych i wyprowadzając kraj z powojennej zapaści. Na przełomie lat 20. i 30. sytuacja gospodarcza Bułgarii uległa jednak znacznemu pogorszeniu z powodu tzw. Wielkiego Kryzysu, w związku z czym prawdopodobne stało się rychłe przejęcie władzy przez opozycję. W przededniu wyborów do Zwyczajnego Zgromadzenia Narodowego 23. kadencji w 1931 działacze partii opozycyjnych zawiązali szeroką koalicję nazwaną Blokiem Narodowym, w skład której weszły: Partia Demokratyczna, frakcje Bułgarskiego Ludowego Związku Chłopskiego „Wrabcza 1” i „Stara Zagora”, Partia Narodowo-Liberalna i Partia Radykalna. Dominującą rolę w koalicji odgrywała Partia Demokratyczna.

## Rządy Bloku Narodowego (1931–1934)
Wybory parlamentarne, przeprowadzone 21 czerwca 1931 zakończyły się zdecydowanym zwycięstwem Bloku Narodowego, który wkrótce potem (29 czerwca) utworzył rząd, na czele którego stanął były premier Aleksandyr Malinow. Niespodziewanie, już 12 października tego samego roku, Malinow zrezygnował z funkcji szefa rządu i objął stanowisko przewodniczącego Zgromadzenia Narodowego. Nowym premierem został Nikoła Muszanow wywodzący się, tak jak i jego poprzednik, z Partii Demokratycznej. Kluczowe stanowiska ministerialne w gabinetach Malinowa i Muszanowa przypadły również demokratom, co wkrótce stało się przyczyną napięcia w koalicji. Szczególnie niezadowoleni z dominacji demokratów byli ludowcy, których ambicje daleko wykraczały poza rolę powierzoną im w rządzie.
Mimo iż przed wyborami parlamentarnymi Blok Narodowy obiecywał demokratyzację kraju i przestrzeganie, w odróżnieniu od polityków Porozumienia Demokratycznego, zasad Konstytucji Tyrnowskiej, obietnice te zostały spełnione tylko częściowo. Rządy Malinowa i Muszanowa wprowadziły co prawda wolność prasy i rozszerzyły partiom opozycyjnym prawo do działalności politycznej, ale nie anulowały Ustawy o Ochronie Państwa, wprowadzonej w 1924 przez gabinet Cankowa, na mocy której Bułgarska Partia Komunistyczna pozostawała nielegalna. Przyczyną niechęci gabinetu do komunistów, przejawiającej się m.in. unieważnianiem zwycięskich dla tych ostatnich wyborów samorządowych, była radykalizacja nastrojów społecznych spowodowana kryzysem ekonomicznym i związana z nią groźba wybuchu rewolucji komunistycznej, do której zresztą zachęcał bułgarskich komunistów Komintern. 5 stycznia 1932 rząd Muszanowa ogłosił częściową amnestię dla więźniów i wygnańców politycznych, która objęła m.in. działaczy Bułgarskiego Ludowego Związku Chłopskiego. 
Mimo wysiłków Bloku Narodowego, który wprowadził sztywne ceny na niektóre produkty rolne oraz wspierał eksport płodów rolnych,  kryzys gospodarczy nie został szybko przezwyciężony. Szczególnie dotkliwie odczuli go mieszkańcy wsi, których dochody spadły o połowę. W miastach zwiększyło się bezrobocie i nasiliły się niepokoje społeczne. Na skutek tych problemów w kraju zaczęły się formować skrajne ugrupowania i partie dążące do przejęcia władzy na drodze zamachu stanu. Jednym z nich był Narodowy Ruch Socjalny Aleksandyra Cankowa, który wyłonił się w 1932 z Porozumienia Demokratycznego. Zwolennicy Ruchu sympatyzowali z niemieckim nazizmem i opowiadali się za dyktaturą „wodza”. Do ustanowienia władzy autorytarnej dążyło także Koło Polityczne „Zweno” Kimona Georgijewa, popierane przez znaczną część wojskowych. Zarówno Zweno jak i Narodowy Ruch Socjalny głosili nieskuteczność demokracji parlamentarnej i nawiązywali do fali reżimów autorytarnych i totalitarnych w ówczesnej Europie.
Na początku maja 1934 rząd Muszanowa znalazł się w poważnym kryzysie politycznym. Bułgarski Ludowy Związek Chłopski „Wrabcza 1” zażądał dla swoich działaczy większej liczby stanowisk ministerialnych kosztem małej Partii Radykalnej. W rezultacie Partia Radykalna wystąpiła z koalicji, zaś premier podał się do dymisji. Kłopoty Bloku Narodowego wykorzystali działacze Koła Politycznego „Zweno”, którzy przy pomocy armii przeprowadzili w nocy z 18 na 19 maja zamach stanu i przejęli władzę. Wkrótce potem rząd Georgijewa zdelegalizował wszystkie partie polityczne w Carstwie Bułgarii, co oznaczało koniec istnienia koalicji.